# 最後の警告

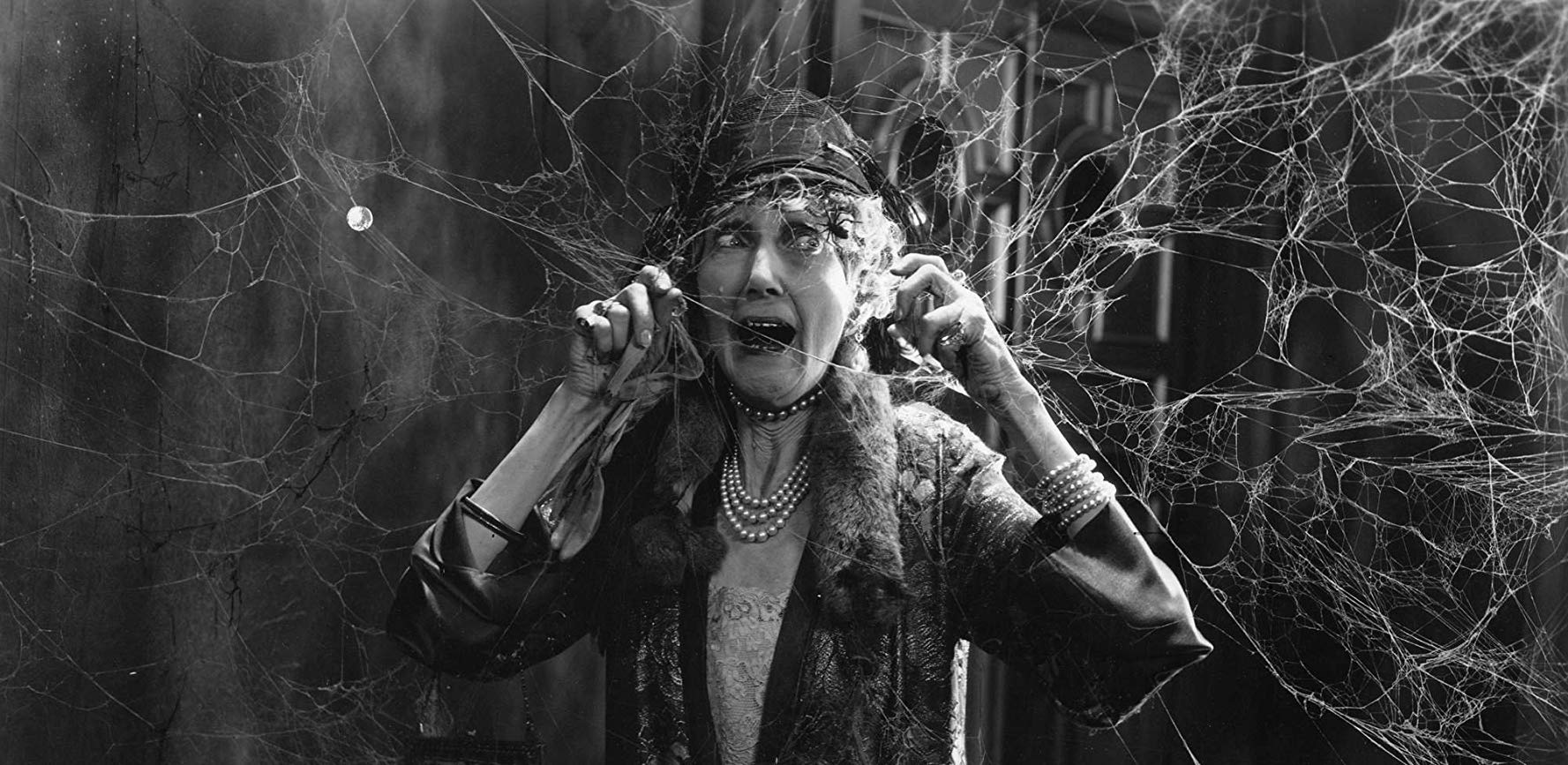
キャリー・ダウメリー

『最後の警告』（さいごのけいこく、The Last Warning）とは、1928年公開のアメリカ合衆国のミステリ映画。監督はパウル・レニ、出演はローラ・ラ・プラント、モンタギュー・ラヴ、マーガレット・リビングストン。ニューヨークのブロードウェイで看板俳優が本番中に怪死する。しかし死体は消失。5年後、当時のスタッフ・キャストを集めて再演することになりリハーサルが始まるが、幽霊の仕業としか思えない怪奇現象が次々に起こる、というストーリー。ユニバーサル・モンスターズの初期作品の内の一つに当たる。
レニの1927年のヒット作『猫とカナリヤ』の2匹目のドジョウを狙って、カール・レムリ率いるユニバーサル・ピクチャーズが製作。主演も『猫とカナリヤ』のローラ・ラ・プラント。撮影は主としてロサンゼルスの『オペラの怪人』（1925年）のセットを再利用して、1928年の夏に行われた。封切りはその年のクリスマスで、翌年1月に拡大公開された。パート・トーキー版とサイレント版があったが、現存するのはサイレント版のみである。レニは1929年9月2日に敗血症で亡くなったので、この映画がレニが監督した最後の映画となった。
評価は賛否両論で、演技と撮影は賞賛されたが、一貫性のないプロットとトーキーである必要のないサウンドは酷評された。

## キャスト
- ドリス・テリー（女優）; ローラ・ラ・プラント
- アーサー・マクヒュー（プロデューサー）: モンタギュー・ラヴ（英語版）
- ハーヴェイ・カールトン（俳優）; ロイ・ダルシー（英語版）
- エヴァリンダ・ヘンドン（女優）; マーガレット・リビングストン
- リチャード・クエール（演出家）; ジョン・ボリス（英語版）
- ジョシア・バンス（劇場のオーナー）; バー・マッキントッシュ
- ロバート・バンス（その弟）; マック・スウェイン
- マイク・ブロディ（舞台主任）; バート・ローチ（英語版）
- バーバラ・モーガン（女優）; キャリー・ダウメリー
- トミー・ウォール（電飾技師）スリム・サマーヴィル（英語版）
- ジェフリーズ; フランシスコ・マラン
- サミー; バド・フェルプス
- ジーン（ウッドフォードの秘書）; トーベン・マイヤー（英語版）
- 医師; チャールズ・K・フレンチ（英語版）
- ジョン・ウッドフォード（看板俳優）; ダーシー・コリガン
- 検視官; ハリー・ノースロップ

## 制作
『猫とカナリヤ』のヒットに当て込んで、姉妹編として企画され、監督には同作のレニを起用した。原作はトーマス・F・ファロンの同名戯曲（1922年）で、1922年10月24日から1923年5月にかけてクロー劇場で238回ロングラン公演された。なお、この戯曲の基になった小説『House of Fear』の作者チャールズ・ワズワース・キャンプはマデレイン・レングルの父である。
『猫とカナリヤ』に出ていたローラ・ラ・プラントが主演。
クランクインは1928年8月。使用されたセットはロン・チェイニー主演の『オペラ座の怪人』のセットで、カリフォルニア州ユニバーサル・シティにあった 。

## 公開
アメリカン・フィルム・インスティチュートによると、1929年1月6日にニューヨーク市で公開。しかし、前年のクリスマスに、ミズーリ州チリコシー、カンザス州マンハッタンなどで特別先行上映が行われた。
公開にはサイレント版と、悲鳴や絶叫など効果音が部分的に入ったムービートーン版の2つが使われた。しかしサウンド版は現存していない。

## リメイク
1939年にヨーエ・マイ監督が『The House of Fear』のタイトルでリメイクした。

## 文献
- Conrich, Ian (2004). “Before Sound: Universal, Silent Cinema, and the Last of the Horror-Spectaculars”. In Price, Stephen. The Horror Film. Rutgers, New Jersey: Rutgers University Press. pp. 40–57. ISBN 978-0-813-53363-6
- Maltin, Leonard; Green, Spencer; Edelman, Rob (2010). Leonard Maltin's Classic Movie Guide. New York: Plume. ISBN 978-0-452-29577-3
- McCaffrey, Donald (1999). Guide to the Silent Years of American Cinema. Reference Guides to the World's Cinema. Santa Barbara, California: Greenwood Publishing Group. ISBN 978-0-313-30345-6
- Petrie, Graham (2002). Hollywood Destinies: European Directors in America, 1922-1931 (Revised ed.). Detroit, Michigan: Wayne State University Press. ISBN 978-0-814-32958-0
- Soister, John T. (2001). Of Gods and Monsters: A Critical Guide to Universal Studios' Science Fiction. McFarland. ISBN 978-0-786-40454-4
- Soister, John T.; Nicolella, Henry; Joyce, Steve (2014). American Silent Horror, Science Fiction and Fantasy Feature Films, 1913–1929. Jefferson, North Carolina: McFarland. ISBN 978-0-786-48790-5